# Daughters of Bilitis
Pour les articles homonymes, voir Bilitis (homonymie) et DOB.
Les Daughters of Bilitis (raccourci en DOB, et signifiant Les Filles de Bilitis) sont considérées comme la première organisation lesbienne historique des États-Unis.

## Histoire
Le groupe est fondé à San Francisco en 1955 par Del Martin et Phyllis Lyon et six autres femmes. La romancière Marion Zimmer Bradley comptait parmi les membres du groupe dans les années 1950[réf. nécessaire]. L'association était conçue comme une alternative explicitement lesbienne à d'autres groupes homophiles de cette époque comme la Mattachine Society.
Les Daughters of Bilitis étaient destinées à susciter un écho avec d'autres associations sororales américaines telles que les « Daughters of the American Revolution », les « Daughters of the Republic of Texas », et les « United Daughters of the Confederacy ». Bilitis est le nom donné à une lesbienne fictive contemporaine de Sappho par le poète français Pierre Louÿs dans son recueil de 1894 Les Chansons de Bilitis. Les fondatrices déclarent que ce nom leur permettra toujours de clamer être un club de poésie.
La publication périodique des DOB s'appelait The Ladder, elle est lancée en 1956 avec l'aide de ONE, Inc. (en) et de la Mattachine Society, avec laquelle les DOB gardèrent des relations amicales. En 1970, des féministes séparatistes s'emparent de la liste d'adresse et déplacent l'équipement de production de The Ladder ; le magazine cesse de paraître en 1972. Le nom du journal fait référence à la hiérarchie pédagogique de Platon, « l'échelle de la beauté ».
DOB eut une grande influence tout le long des années 1950 et 1960, mais éclate en plusieurs factions dans les années 1970. Ses membres se séparent pour soutenir soit les droits des homosexuels, soit le féminisme. Un groupe de DOB survit de nos jours à Cambridge, dans le Massachusetts.